# Un altro ballo
"Un altro ballo" (em português:  Outra Dança) é uma canção do rapper italiano Fred De Palma, gravada para seu sexto álbum de estúdio Unico. Lançado em 25 de junho de 2021 pela Warner Music Italy. Conta com participação da cantora brasileira Anitta.